# Арбузова, Татьяна Борисовна
Татья́на Бори́совна Арбу́зова (21 октября 1936 — 14 декабря 1996) — доктор технических наук, профессор, заведующая кафедрой Самарской государственной архитектурно-строительной академии, член-корреспондент РААСН, академик общероссийской общественной организации «Российская экологическая академия», заслуженный деятель науки Российской Федерации.

## Биография
Окончила Куйбышевский инженерно-строительный институт, инженер-строитель (1959). В 1959—1970 гг. работала по специальности в Свердловске.
В 1970—1973 гг. аспирантка ВНИИСТРОМ (Москва). В 1973 г. защитила кандидатскую диссертацию на тему «Исследование свойств и особенностей поведения в бетоне аглопоритового гравия из золы теплоэлектростанций».
С 1973 по 1996 г. работала в КуИСИ им. А. И. Микояна: ассистент кафедры сопротивления материалов, доцент кафедры строительных материалов, с 1991 г. заведующая кафедрой строительных материалов.
Подготовила докторскую диссертацию на тему «Утилизация глиноземсодержащих шламовых отходов для материалов общестроительного и специального назначения» и защитила её в 1990 г.
Её ученики и последователи развили научное направление по утилизации шламовых отходов и защитили докторские диссертации: Коренькова С. Ф. — зав. кафедрой строительных материалов (1996); Чумаченко Н. Г. — проректор по научной работе (1999); Хлыстов А. И. — профессор кафедры строительных материалов — (2004).
Основное направление научной деятельности — ресурсосберегающие технологии производства строительных материалов.
Автор 200 печатных работ, в том числе 4 монографий, 25 авторских свидетельств и патентов. Член-корреспондент РААСН. Заслуженный деятель науки РФ (07.06.1996).

## Награды
- нагрудный знак «Изобретатель СССР»[2]
- почётное звание «Заслуженный деятель науки Российской Федерации»[3]

## Сочинения
- Утилизация глиноземсодержащих осадков промстоков / Т. Б. Арбузова; Под ред. Т. В. Кузнецовой. — Самара : Изд-во Сарат. ун-та : Самар. фил., 1991. — 135,[1] с. : ил.; 20 см; ISBN 5-292-01164-9
- Стройматериалы из промышленных отходов / Т. Б. Арбузова, В. А. Шабанов, С. Ф. Коренькова, Н. Г. Чумаченко. — Самара : Кн. изд-во, 1993. — 93,[2] с. : ил.; 20 см.
- Строительные материалы на основе шламовых отходов : учебное пособие / Т. Б. Арбузова. — Самара : Изд-во Самарск. гос. арх.-строит. академии, 1996. — 38 с. — ISBN 5-230-07394-3.
- Как сделать и оформить научную работу или диссертацию: справочное руководство: учебное пособие для вузов/ Т. Б. Арбузова, В. И. Кичигин, Н. Г. Чумаченко.--М.: Издательство «;Ассоциация строительных высших учебных заведений»;, 1995.-- 272 с.
- Шламовые отходы — сырье для вяжущих / Т. Б. Арбузова // Труды ВНИИ цементной промышленности. — 1990. — Вып. 99. — С. 95-101.